# Traumatismo cranioencefálico
Traumatismo cranioencefálico (TCE), também conhecido como lesão intracraniana, ocorre quando uma força externa causa um ferimento traumático no cérebro. TCE pode ser classificado com base na severidade, mecanismo (ferimento fechado ou que penetra o crânio), ou outras características (como, por exemplo, ocorrência em um local específico ou em uma área ampla).
Lesão na cabeça geralmente refere-se a TCE, mas é uma categoria mais ampla, podendo englobar danos a estruturas que não o cérebro, como o couro cabeludo e o crânio.
TCE é uma das principais causas de morte e de invalidez no mundo, especialmente em crianças e jovens adultos. Os homens sofrem lesões cerebrais traumáticas com mais frequência do que as mulheres. As causas incluem quedas, acidentes e violência . Medidas de prevenção incluem o uso de tecnologia para proteger aqueles que sofrem acidentes de automóvel, tais como cintos de segurança e capacetes de desporto ou de moto, bem como os esforços para reduzir o número de acidentes de automóvel, tais como programas de educação de segurança e aplicação das leis de trânsito.
O trauma cerebral pode ocorrer como consequência de um impacto localizado sobre a cabeça, por uma súbita aceleração/desaceleração dentro do crânio, ou por uma combinação complexa de ambos o movimento e o impacto súbito . Além dos danos causados no momento da lesão, trauma cerebral causa lesão secundária, uma diversidade de eventos que ocorrem nos minutos e dias após a lesão. Esses processos, que incluem alterações no fluxo sanguíneo cerebral e a pressão intracraniana, contribuem substancialmente para os danos da lesão inicial.
TCE pode causar uma série de efeitos físicos, cognitivos, sociais, emocionais e comportamentais, e o resultado pode variar de recuperação completa para deficiência permanente ou morte. No século XX, houve progressos substanciais no diagnóstico e tratamento que diminuíram taxas de mortalidade e melhoraram resultados em especial na fase aguda. Algumas das técnicas de imagem atuais utilizadas para o diagnóstico e o tratamento incluem tomografia computadorizada e RMs ressonância magnética. Dependendo da lesão, o tratamento exigido pode ser mínimo ou pode incluir intervenções tais como medicamentos, cirurgia de emergência ou uma cirurgia anos depois. Fisioterapia, fonoaudiologia, terapia lúdica, terapia ocupacional e terapia visual podem ser empregadas para reabilitação. 
Quando uma pessoa sofre um TCE grave ou leve de elevado impacto nas suas tarefas diárias, toda a família é impactada e envolvida. Desde a fase aguda que a família deve consultar a associação que apoia estes casos e conhecer direitos e eventos mais comuns a evitar no equilíbrio da vida presente e futura da pessoa com dano cerebral e todos os membros da família. Em Portugal será a associação novamente que poderá dar esse apoio. Fora de Portugal deve consultar a associação de dano cerebral adquirido do seu país.

## Traumatismo Cerebral Leve
Quando não há ocorrência de lesões sobre o cérebro ou não são diagnosticadas por exames laboratoriais, como o EEG, o Raio-X de crânio, a tomografia computadorizada e a ressonância magnética, neste caso o estado clínico do paciente é leve.
Os sintomas que aparecem sob a forma de manifestações somáticas, cognitivas, sensoperceptivas, emocionais ou comportamentais, o paciente apresenta múltiplas queixas de dor e desconforto, além de uma variedade de sequelas psiquiátricas maiores que incluem estados psicóticos similares à esquizofrenia e transtornos do humor e ainda de síndromes de ansiedade variadas e convulsões.
Estes pacientes, embora em pequeno número, apresentam a síndrome pós-concussional, que pode perdurar por dias, meses, anos ou para o resto da vida. Tal quadro sintomático pode ser representado, em termos psicossociais, por extremas dificuldades em áreas críticas de funcionamento, como no trabalho, na escola, nas relações familiares e interpessoais e em atividades de passatempo ou lazer.

## Traumatismo Cerebral Grave
Nos traumatismos cerebrais graves, caracterizados por perda prolongada de consciência e amnésia pós-traumática, decorrentes de fraturas ou de afundamentos ósseos, de hemorragias, de perda de substância, com evidências de lesões constatáveis em exames de neuroimagens, não há questionamentos a respeito de que houve uma lesão cerebral e de que os sintomas (físicos ou psíquicos) decorrem da mesma.

## Epidemiologia
As causas mais frequentes de traumatismo cranioencefálico são acidentes de carro, quedas e violência. O TCE é um dos maiores fatores que causam lesão cerebral, com índices altos de mortes e estados de morbidade, geralmente ocorre com adultos, jovens e crianças, sendo mais comum em homens do que em mulheres. Em 1997, foi feito um estudo no município de de São Paulo, estimou a mortalidade por TCE entre 26 e 39 casos à cada 100 mil habitantes. O TCE ocorre em todas as partes do mundo, e é a terceira maior causa de morte, e principal causa de pessoas entre 1 e 44 anos.

## Fisiopatologia
O TCE é a lesão que pode ser ocasionada por várias partes do cérebro, que causa desligamento das áreas em diferentes velocidades do corpo celular fazendo com que haja perda de boa parte da informação da sinapse química através do golpe e contra golpe da caixa craniana. Pode ainda ser dividida como: difusa em que causa no sujeito lentidão de pensamento e processamento, dificuldade de atenção e fadiga, quando grave atua na alteração da linguagem e visuoespacial; já na TCE local decorre problemas relacionados como foco, memória, aprendizagem, funções executivas e auto monitoração, resolução de problemas e personalidade (alterando a crítica e julgamento e a impulsividade).

## Diagnóstico
Os sintomas de danos cerebrais por TCE variam e estão diretamente relacionados com a localização e o aspecto do trauma (dor de cabeça, tontura e amnésia). As lesões na cabeça podem ser divididas em três categorias; traumatismo de crânio, afundamento do crânio e fraturas expostas. É necessário sempre solicitar exames (tomografias, ressonâncias, etc.) para detectar o diagnóstico preciso, podendo observar comprometimentos em várias esferas, sem que seja possível determinar um padrão único de prejuízos.

## Terapêutica
Após o diagnóstico, o tratamento contará com diversos profissionais, sendo médicos para casos de cirurgias e necessidades medicamentosa, fisioterapeutas para um possível comprometimento de mobilidade física, fonoaudiólogos em casos de afazias e psicólogos para dar um suporte ao paciente e sua família na ressocialização do mesmo.

## Prognóstico
O prognóstico do TCE pode variar, desde invalidez ou morte. Dependendo da lesão pode causar bradicinesia  (lentidão motora), acinesia  (ausência motora), afasia (problema na fala), esquecimento, dificuldade em montar frases, lesão primária e/ou secundária.  Lesão primária é identificada no dia da realização dos exames. Lesão secundária pode ser percebida apos um período de tempo apos o TCE, podendo ser físico, cognitivo, comportamental, epilepsia, convulsão, etc. Dependendo da lesão o tratamento pode ser medicamentoso, cirúrgico, fisioterápico, fonoaudiológico, terapia ocupacional, visual, reabilitação e outros.